# Distretto di Xiangzhou
Il distretto di Xiangzhou (香洲区S, Xiāngzhōu QūP) è un distretto della Cina, situato nella provincia del Guangdong e amministrato dalla prefettura di Zhuhai.